# میچورینسک
شهر میچورینسک (به روسی: Мичуринск) در کشور روسیه و در اوبلاست تامبوف واقع شده‌است.